# Liste der Baudenkmäler in Postmünster
Auf dieser Seite sind die Baudenkmäler in der niederbayerischen Gemeinde Postmünster zusammengestellt. Diese Tabelle ist eine Teilliste der Liste der Baudenkmäler in Bayern. Grundlage ist die Bayerische Denkmalliste, die auf Basis des Bayerischen Denkmalschutzgesetzes vom 1. Oktober 1973 erstmals erstellt wurde und seither durch das Bayerische Landesamt für Denkmalpflege geführt wird. Die folgenden Angaben ersetzen nicht die rechtsverbindliche Auskunft der Denkmalschutzbehörde.

## Baudenkmäler nach Ortsteilen

### Postmünster
| Lage                                  | Objekt                               | Beschreibung | Akten-Nr.    | Bild                |
| ------------------------------------- | ------------------------------------ | --- | ------------ | ------------------- |
| Hauptstraße 25 (Standort)             | Gasthof                              | zweigeschossiger Massivbau mit Blockbauteilen und Giebelschrot, 18. Jahrhundert; seitlicher Anbau mit Putzgliederung.                                                                                              | D-2-77-139-1 | Gasthof             |
| Kapellenweg 5 (Standort)              | Hustenmutterkapelle                  | Zentralbau von 1748; mit Ausstattung; nordöstlich auf dem Wiesengrund jenseits der Rott. Die Kapelle galt früher als Wallfahrtsort für Hals- und Hustenleidende, die sich bei der Muttergottes Genesung erflehten. | D-2-77-139-3 | weitere Bilder      |
| Kirchplatz 1 (Standort)               | Ehemaliger Hakenhof                  | jetzt Wohn- und Geschäftshaus, mit verschaltem Blockbau-Obergeschoss und flach geneigtem Satteldach, 18. Jahrhundert (innen bezeichnet 1761).                                                                      | D-2-77-139-4 | Ehemaliger Hakenhof |
| Kirchplatz 2; Kirchenweg 1 (Standort) | Katholische Pfarrkirche St. Benedikt | Chor vielleicht noch 14. Jahrhundert, Langhaus zweite Hälfte 15. Jahrhundert, Turm nach 1506, Umgestaltungen um 1677 und später; mit Ausstattung; Friedhofsmauer, 18./19. Jahrhundert                              | D-2-77-139-5 | weitere Bilder      |
| Poststraße 1 (Standort)               | Wohnhaus                             | mit verschindeltem Blockbau-Obergeschoss und flach geneigtem Satteldach, 18. Jahrhundert | D-2-77-139-7 | BW                  |

### Afterhausen
| Lage                              | Objekt     | Beschreibung | Akten-Nr.    | Bild |
| --------------------------------- | ---------- | --- | ------------ | ---- |
| Afterhausener Straße 2 (Standort) | Bauernhaus | Wohnteil als zweigeschossiger, verschalter Blockbau nach Typ eines Seitenflurhauses, im Kern wohl 18. Jahrhundert; westlicher Stadelteil und Dach, erste Hälfte 19. Jahrhundert | D-2-77-139-8 | BW   |

### Bach
| Lage              | Objekt        | Beschreibung | Akten-Nr.     | Bild |
| ----------------- | ------------- | --- | ------------- | ---- |
| Bach 3 (Standort) | Wohnstallhaus | im Kern 1798 (bezeichnet), später massiv ausgebaut und mit steilerem Dach versehen; im Südgiebel 6 Holzfiguren (Apostel), spätbarock und Kruzifix mit arma sacra, 19. Jahrhundert | D-2-77-139-12 | BW   |

### Baumgarten
| Lage                    | Objekt                                       | Beschreibung | Akten-Nr.     | Bild |
| ----------------------- | -------------------------------------------- | --- | ------------- | ---- |
| Baumgarten 1 (Standort) | Ehemaliges Wohnstallhaus eines Vierseithofes | traufständig mit flach geneigtem Satteldach, Blockbau-Obergeschoss über unverputztem Backsteingeschoss, 1869; Ständerbohlenstadel, spätes 18./frühes 19. Jahrhundert | D-2-77-139-13 | BW   |

### Böll
| Lage              | Objekt     | Beschreibung                                                                                  | Akten-Nr.     | Bild |
| ----------------- | ---------- | --------------------------------------------------------------------------------------------- | ------------- | ---- |
| Böll 1 (Standort) | Wegkapelle | kleiner Holzbau, 3. Viertel 19. Jahrhundert; mit Ausstattung; ostwärts vom Hof an der Straße. | D-2-77-139-14 | BW   |

### Bruck
| Lage               | Objekt     | Beschreibung                                         | Akten-Nr.     | Bild |
| ------------------ | ---------- | ---------------------------------------------------- | ------------- | ---- |
| Bruck 1 (Standort) | Hofkapelle | neugotischer, verputzter Ziegelbau, bezeichnet 1856. | D-2-77-139-15 | BW   |

### Dachsberg
| Lage                   | Objekt                                       | Beschreibung | Akten-Nr.     | Bild |
| ---------------------- | -------------------------------------------- | --- | ------------- | ---- |
| Dachsberg 1 (Standort) | Firstgedrehtes Stockhaus eines Dreiseithofes | Firstgedrehtes Stockhaus eines Dreiseithofes, mit Blockbau-Obergeschoss, im Kern Ende 18. Jahrhundert; zugehörig eintenniger Ständerbohlenstadel mit flach geneigtem Satteldach, 1. Hälfte 19. Jahrhundert | D-2-77-139-16 | BW   |
| Dachsberg 2 (Standort) | Firstgedrehtes Stockhaus eines Dreiseithofes | zum Teil offener Blockbau, im Kern 2. Hälfte 18. Jahrhundert; zugehörig Ständerbohlen-Stadel, bezeichnet 1786.                                                                                             | D-2-77-139-17 | BW   |

### Diepold
| Lage                 | Objekt                        | Beschreibung | Akten-Nr.     | Bild |
| -------------------- | ----------------------------- | --- | ------------- | ---- |
| Diepold 1 (Standort) | Stockhaus eines Vierseithofes | mit gedrehtem First, Blockbau-Obergeschoss mit angestückelten Seitenteilen, 2. Hälfte 18. und 2. Hälfte 19. Jahrhundert; gegenüber Ständerbohlenstadel mit überbautem Traidkasten und flach geneigtem Satteldach, Anfang 19. Jahrhundert | D-2-77-139-18 | BW   |

### Engberg
| Lage                 | Objekt     | Beschreibung | Akten-Nr.     | Bild |
| -------------------- | ---------- | --- | ------------- | ---- |
| Engberg 2 (Standort) | Hofkapelle | kleiner Bau mit Zwiebel-Dachreiter, nach Mitte 19. Jahrhundert; mit Ausstattung; nördlich der Hofstelle an der Straße. | D-2-77-139-20 | BW   |

### Gambach
| Lage                 | Objekt                                                | Beschreibung                                             | Akten-Nr.     | Bild |
| -------------------- | ----------------------------------------------------- | -------------------------------------------------------- | ------------- | ---- |
| Gambach 2 (Standort) | Katholische Filial- und Wallfahrtskirche St. Leonhard | einheitlich spätgotischer Bau, um 1500; mit Ausstattung. | D-2-77-139-23 | BW   |

### Geiern
| Lage                | Objekt                                     | Beschreibung                                                                                         | Akten-Nr.     | Bild |
| ------------------- | ------------------------------------------ | --- | ------------- | ---- |
| Geiern 1 (Standort) | Rottaler Wohnstallhaus eines Vierseithofes | mit Blockbau-Obergeschoss, zwei Schroten mit Flachbalustern und flach geneigtem Satteldach, um 1800. | D-2-77-139-24 | BW   |

### Goldsberg
| Lage                   | Objekt     | Beschreibung                                                    | Akten-Nr.     | Bild |
| ---------------------- | ---------- | --------------------------------------------------------------- | ------------- | ---- |
| Goldsberg 1 (Standort) | Wegkapelle | kleiner Satteldachbau, Mitte 19. Jahrhundert; westlich vom Hof. | D-2-77-139-26 | BW   |

### Gollerbach
| Lage                    | Objekt                                  | Beschreibung | Akten-Nr.     | Bild |
| ----------------------- | --------------------------------------- | --- | ------------- | ---- |
| Gollerbach 3 (Standort) | Wohnteil des ehemaligen Wohnstallhauses | mit Blockbau-Obergeschoss, zwei Giebelschroten und Traufschrot, mit flach geneigtem Satteldach, reich geschnitzten Details, Anfang 19. Jahrhundert; ehemalige Ölmühle, zweigeschossiger kleiner Blockbau, frühes 19. Jahrhundert, Dach später. | D-2-77-139-27 | BW   |

### Gölling
| Lage                 | Objekt      | Beschreibung | Akten-Nr.     | Bild |
| -------------------- | ----------- | --- | ------------- | ---- |
| Gölling 2 (Standort) | Vierseithof | Wohnstallhaus, mit gesprengtem Schweifgiebel, Backstein auf beiden Seiten und Architekturgliederung, bezeichnet 1878; eintenniger Stadel, mit Ziegelmauerwerk und Holzverschalung, 1903, niedrige Remise, 1903; Schuppen, Ziegelbau, 1903. | D-2-77-139-25 | BW   |

### Grübl
| Lage               | Objekt                                     | Beschreibung | Akten-Nr.     | Bild |
| ------------------ | ------------------------------------------ | --- | ------------- | ---- |
| Grübl 1 (Standort) | Rottaler Wohnstallhaus eines Vierseithofes | mit Blockbau-Obergeschoss, Schroten, flach geneigtem Satteldach und reich geschnitzten Ornamenten, Ende 18. Jahrhundert | D-2-77-139-28 | BW   |

### Hofing
| Lage                | Objekt        | Beschreibung | Akten-Nr.     | Bild |
| ------------------- | ------------- | --- | ------------- | ---- |
| Hofing 2 (Standort) | Wohnstallhaus | zweigeschossiger Blankziegelbau mit Blockbau-Kniestock und flach geneigtem Satteldach, bezeichnet 1804; zugehörig Ständerbohlen-Bundwerkstadel, Anfang 19. Jahrhundert | D-2-77-139-32 | BW   |

### Kroed
| Lage               | Objekt                            | Beschreibung | Akten-Nr.     | Bild |
| ------------------ | --------------------------------- | --- | ------------- | ---- |
| Kroed 1 (Standort) | Wohnstallhaus eines Dreiseithofes | in Blockbau, mit Traufschrot und späterem Dach, im Kern Ende 18. Jahrhundert; zugehörig Ständerbohlenstadel und Traidkasten, Mitte 19. Jahrhundert | D-2-77-139-36 | BW   |

### Maieröd
| Lage                 | Objekt                                             | Beschreibung | Akten-Nr.     | Bild |
| -------------------- | -------------------------------------------------- | --- | ------------- | ---- |
| Maieröd 1 (Standort) | Firstgedrehtes Stockhaus mit Blockbau-Obergeschoss | Ende 18. und Ende 19. Jahrhundert; zugehörig zweitenniger Stadel mit Ständerbohlen-Bundwerk, 1. Hälfte 19. Jahrhundert | D-2-77-139-38 | BW   |

### Neuhofen
| Lage                                                | Objekt                                       | Beschreibung | Akten-Nr.     | Bild |
| --------------------------------------------------- | -------------------------------------------- | --- | ------------- | ---- |
| Dorfplatz 7 (Standort)                              | Katholische Pfarrkirche Johannis Enthauptung | Katholische Pfarrkirche Johannis Enthauptung, Langhaus und Turmunterbau im Kern 13./14. Jahrhundert, sonst spätgotisch, spätes 15./ frühes 16. Jahrhundert, 1906 verlängert; mit Ausstattung. | D-2-77-139-40 | BW   |
| Schönauer Straße 15; Schönauer Straße 13 (Standort) | Pfarrhaus                                    | Pfarrhaus, zweigeschossiger Massivbau mit Mansardwalmdach und Lisenengliederung, erbaut 1746; zugehörig stattlicher Pfarrstadel, mit Schopfwalm, um 1900.                                     | D-2-77-139-42 | BW   |

### Nussing
| Lage                 | Objekt                       | Beschreibung | Akten-Nr.     | Bild |
| -------------------- | ---------------------------- | --- | ------------- | ---- |
| Nussing 5 (Standort) | Wohnteil eines Einfirsthofes | Mittertennhaus, zweigeschossiger Blockbau vom Typ eines Eckfletzhauses, mit flach geneigtem Satteldach, letztes Viertel 18. Jahrhundert, Dach um 1990 erneuert. | D-2-77-139-62 | BW   |

### Pimmerstorf
| Lage                     | Objekt                                     | Beschreibung | Akten-Nr.     | Bild |
| ------------------------ | ------------------------------------------ | --- | ------------- | ---- |
| Pimmerstorf 1 (Standort) | Rottaler Wohnstallhaus eines Dreiseithofes | mit Blockbau-Obergeschoss, Schrot und flach geneigtem Satteldach, Ende 18. Jahrhundert; zugehörig Ständerbohlen-Bundwerkstadel, gleichzeitig. | D-2-77-139-43 | BW   |

### Pinzenell
| Lage                   | Objekt                            | Beschreibung | Akten-Nr.     | Bild |
| ---------------------- | --------------------------------- | --- | ------------- | ---- |
| Pinzenell 1 (Standort) | Wohnstallhaus eines Vierseithofes | in Blockbau, im Kern Ende 17. Jahrhundert, Dach später; Südflügel mit Blockbau-Obergeschoss (Traidkasten) und Ständerbohlenteil, Anfang 19. Jahrhundert | D-2-77-139-44 | BW   |

### Polting
| Lage                 | Objekt                   | Beschreibung                                                                    | Akten-Nr.     | Bild |
| -------------------- | ------------------------ | ------------------------------------------------------------------------------- | ------------- | ---- |
| Polting 1 (Standort) | Ehemaliges Wohnstallhaus | mit Blockbau-Obergeschoss und angehobenem Dach, Anfang 19. Jahrhundert (1822?). | D-2-77-139-45 | BW   |

### Rahberg
| Lage                 | Objekt                    | Beschreibung | Akten-Nr.     | Bild |
| -------------------- | ------------------------- | --- | ------------- | ---- |
| Rahberg 1 (Standort) | Ehemals Gasthaus Sandwirt | Zweigeschossiger und verputzter Ziegelbau mit Satteldach, über hohem Kellergeschoss, mit Treppengiebeln, Giebelrisaliten und zweiarmiger Treppe an der Straßenfront, neugotische Fassadengliederung, um 1860; Nebengebäude mit Stall und Stadel, Satteldachbau, gleichzeitig | D-2-77-139-64 | BW   |

### Rahhof
| Lage                | Objekt                            | Beschreibung                                                                                | Akten-Nr.     | Bild |
| ------------------- | --------------------------------- | ------------------------------------------------------------------------------------------- | ------------- | ---- |
| Rahhof 1 (Standort) | Wohnstallhaus eines Vierseithofes | mit Blockbau-Obergeschoss, hofseitigem Schrot mit Flachbalustern und Halbwalmdach, um 1800. | D-2-77-139-46 | BW   |

### Reising
| Lage                 | Objekt        | Beschreibung                                                                                   | Akten-Nr.     | Bild |
| -------------------- | ------------- | ---------------------------------------------------------------------------------------------- | ------------- | ---- |
| Reising 1 (Standort) | Wohnstallhaus | zweigeschossiger und giebelständiger Blockbau mit flach geneigtem Satteldach, bezeichnet 1788. | D-2-77-139-47 | BW   |

### Schned
| Lage                | Objekt                            | Beschreibung                                                                     | Akten-Nr.     | Bild |
| ------------------- | --------------------------------- | -------------------------------------------------------------------------------- | ------------- | ---- |
| Schned 1 (Standort) | Wohnstallhaus eines Vierseithofes | in Blockbau, z. T. verbrettert, im Kern 1. Viertel 19. Jahrhundert, Dach später. | D-2-77-139-50 | BW   |

### Schned bei Neuhofen
| Lage                     | Objekt     | Beschreibung                                                                        | Akten-Nr.     | Bild |
| ------------------------ | ---------- | ----------------------------------------------------------------------------------- | ------------- | ---- |
| Schned bei Neuhofen 1 () | Wegkapelle | 3. Viertel 19. Jahrhundert; mit Ausstattung; nördlich der Hofstelle am Zufahrtsweg. | D-2-77-139-49 |      |

### Schreihof
| Lage                   | Objekt                              | Beschreibung | Akten-Nr.     | Bild |
| ---------------------- | ----------------------------------- | --- | ------------- | ---- |
| Schreihof 5 (Standort) | Katholische Filialkirche St. Martin | Langhaus spätromanisch, Natursteinmauerwerk, 13. Jahrhundert, Chor und Sakristei, Naturstein- und Ziegelmauerwerk, um 1500; mit Ausstattung. | D-2-77-139-51 | BW   |

### Stegen
| Lage                | Objekt          | Beschreibung                                                                       | Akten-Nr.     | Bild |
| ------------------- | --------------- | ---------------------------------------------------------------------------------- | ------------- | ---- |
| Stegen 2 (Standort) | Ehemalige Mühle | zweigeschossiger Blockbau, 1. Hälfte 19. Jahrhundert, 1946 um ein Geschoss erhöht. | D-2-77-139-52 | BW   |

### Thurnstein
| Lage                    | Objekt                      | Beschreibung | Akten-Nr.     | Bild                 |
| ----------------------- | --------------------------- | --- | ------------- | -------------------- |
| Thurnstein 1 (Standort) | Schloss Thurnstein          | barocke Dreiflügelanlage, an der Südseite offen, dreigeschossig mit Walmdächern, um 1689 erbaut, zum Teil über Resten der mittelalterlichen Burg Thurnstein, Nordfront mit Ecktürmen, südlicher Eckturm an der Westseite modern, Anfang 20. Jahrhundert; Schlosskapelle im Ostflügel, klassizistisch, 1782 ff. unter Verwendung der Mauern des Vorgängerbaus von 1782; mit Ausstattung; Gutshof, 18./19. Jahrhundert, bestehend aus einem lang gestreckten Stallstadelbau und seitlichen Walmdachbauten; Schlosspark, Anlage als Englischer Garten durch Carl Effner, 1852/53. | D-2-77-139-54 | weitere Bilder       |
| Thurnstein 2 (Standort) | Ehemaliges Benefiziatenhaus | zweigeschossiger Walmdachbau mit Putzgliederung, 1792; im Park von Schloss Thurnstein. | D-2-77-139-55 | BW                   |
| Thurnstein 3 (Standort) | Ehemaliges Jägerhaus        | zuvor Schule, verschindelter Blockbau mit Walmdach, 1774 (Dach 1995 aufgedoppelt); im Park von Schloss Thurnstein. | D-2-77-139-56 | Ehemaliges Jägerhaus |

### Wald
| Lage               | Objekt          | Beschreibung                                                                                                  | Akten-Nr.     | Bild |
| ------------------ | --------------- | --- | ------------- | ---- |
| Wald 16 (Standort) | Kleinbauernhaus | breiter Einfirsthof in Blockbau, z. T. verbrettert, mit flach geneigtem Satteldach, 1. Hälfte 18. Jahrhundert | D-2-77-139-58 | BW   |

### Wichtleiten
| Lage                     | Objekt   | Beschreibung | Akten-Nr.     | Bild |
| ------------------------ | -------- | --- | ------------- | ---- |
| Wichtleiten 3 (Standort) | Hakenhof | Bauernhaus in Blockbau, mit Giebelschrot und flach geneigtem Satteldach, 2. Hälfte 17. Jahrhundert, östlich anschließend Stallstadel, bezeichnet 1769; Stadel, verbrettert mit flach geneigtem Satteldach, quer zum Wohnhaus stehend, Ende 18. Jahrhundert | D-2-77-139-59 | BW   |

### Wühr
| Lage              | Objekt                            | Beschreibung | Akten-Nr.     | Bild |
| ----------------- | --------------------------------- | --- | ------------- | ---- |
| Wühr 1 (Standort) | Wohnstallhaus eines Dreiseithofes | mit Blockbau-Obergeschoss, erste Hälfte 19. Jahrhundert, Dach später; Ständerbohlenstadel mit flach geneigtem Satteldach, erstes Viertel 19. Jahrhundert | D-2-77-139-60 | BW   |

## Ehemalige Baudenkmäler
In diesem Abschnitt sind Objekte aufgeführt, die früher einmal in der Denkmalliste eingetragen waren, jetzt aber nicht mehr. Objekte, die in anderem Zusammenhang also z. B. als Teil eines Baudenkmals weiter eingetragen sind, sollen hier nicht aufgeführt werden. Aktennummern in diesem Abschnitt sind ehemalige, jetzt nicht mehr gültige Aktennummern.

| Lage                                   | Objekt      | Beschreibung                                                                                             | Akten-Nr.            | Bild |
| -------------------------------------- | ----------- | --- | -------------------- | ---- |
| Neuhofen Schönauer Straße 9 (Standort) | Einfirsthof | Mittertennbau, zweigeschossiger Blockbau, zum Teil verschalt, im Kern Ende 18. Jahrhundert, Dach später. | nicht mehr vorhanden | BW   |